# 下欧克塞勒
下欧克塞勒（法語：Auxelles-Bas，法語發音：[oksɛl ba]）是法国勃艮第-弗朗什-孔泰大区贝尔福地区省的一个市镇，位于该省西北部，与上欧克塞勒相邻，属于贝尔福区。

## 地理
下欧克塞勒（47°44'3"N, 6°46'50"E）面积9.41 平方千米，位于法国勃艮第-弗朗什-孔泰大區贝尔福地区省，该省份为法国东北部内陆省份，东临上莱茵省，北起孚日省，西接上索恩省，南与杜省和瑞士接壤。
与下欧克塞勒接壤的市镇（或旧市镇、城区）包括：上欧克塞勒、绍村、日罗马尼、拉沙佩勒苏绍。

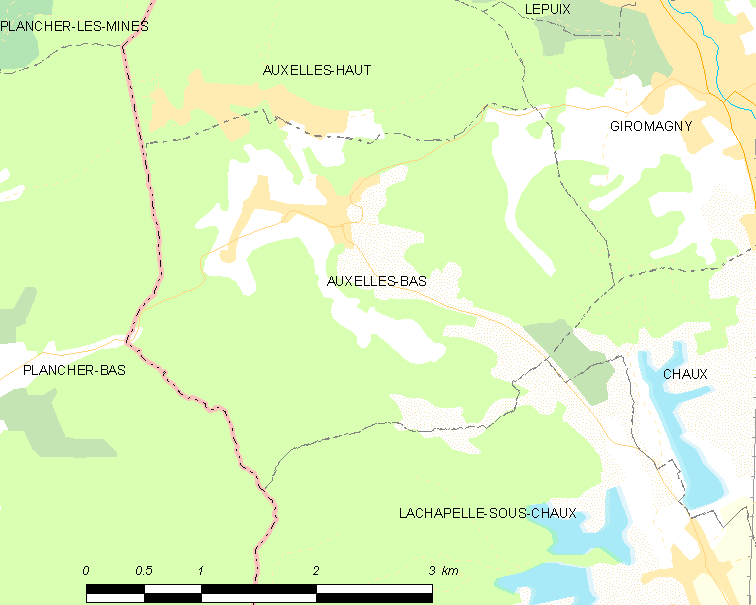
下欧克塞勒的OSM定位图

下欧克塞勒的时区为UTC+01:00、UTC+02:00（夏令时）。

## 行政
下欧克塞勒的邮政编码为90200，INSEE市镇编码为90005。

## 政治
下欧克塞勒所属的省级选区为日罗马尼县。

## 人口

1962-2008年间下欧克塞勒人口变化图示

下欧克塞勒于2022年1月1日时的人口数量为422人。